# Wye-aftalen
 Denne artikel bør gennemlæses af en person med fagkendskab for at sikre den faglige korrekthed.

Wye-aftalen refererer til en aftale, der blev indgået mellem Israel og Den Palæstinensiske Myndighed i oktober 1998. Aftalen blev forhandlet i Wye River Plantation i Maryland, USA, og den blev set som et forsøg på at genstarte fredsprocessen mellem de to parter efter den mislykkede Camp David-topmøde i 2000.
Aftalen inkluderede en række trin, der skulle gennemføres af begge parter for at forbedre tilliden og fremme fredsprocessen. Disse trin omfattede især sikkerhedsforanstaltninger, økonomiske forpligtelser og politiske foranstaltninger.
Desværre blev implementeringen af Wye-aftalen forsinket og fragmenteret på grund af fortsatte uoverensstemmelser og voldelige sammenstød mellem israelere og palæstinensere. Til trods for dette markerede aftalen et vigtigt skridt i bestræbelserne på at opnå en varig fred mellem Israel og Palæstina.